# دانشگاه دنیا افغانستان
دانشگاه دنیا افغانستان (انگلیسی: Dunya University of Afghanistan) یک دانشگاه خصوصی است که در سال ۲۰۰۹ در کابل، افغانستان با مشارکت دانشگاه UMEF سوئیس تأسیس شد.
دانشگاه دنیا توسط ژنرال احمد علی سنگدل و پسرانش تأسیس شد. دانشگاه دنیا توسط وزارت تحصیلات عالی افغانستان به رسمیت شناخته شده‌است، و واحدهای تجاری دانشگاهی آن از دسامبر ۲۰۱۶ توسط مجمع بین‌المللی برای آموزش بازرگانی دانشگاهی مورد تأیید قرار گرفتند.
دانشگاه دنیا افغانستان یک دانشگاه بین‌المللی در افغانستان با دانشکده‌های متمایز، از ملیت‌های مختلف است، که اکثریت آنها اروپایی یا آمریکای شمالی هستند. دانشگاه دنیا به دلیل مشارکت در بخش خصوصی و دولتی در افغانستان شناخته شده‌است.
DUA یکی از اعضای شورای اعتباربخشی مدارس و برنامه‌های بازرگانی (ACBSP), و انجمن برای پیشبرد مدارس دانشگاهی تجارت، البته عضویت در این سازمان به معنای اعتباربخشی نیست، اگرچه ACBSP به عنوان یک نهاد اعتباربخش توسط شورای اعتباربخشی آموزش عالی به رسمیت شناخته شده‌است.

## تاریخچه مختصر
دانشگاه دنیا افغانستان که در سال ۲۰۰۹ تأسیس شد، یک مؤسسه تحصیلات عالی خصوصی انتفاعی است که در کلان‌شهر کابل (محدوده جمعیتی ۱۰۰۰۰۰۰ تا ۵۰۰۰۰۰۰ تن) واقع شده‌است.

### جهان
به لطف یک دانشکده بین‌المللی که شعبه‌های آن در سوئیس، برزیل، کانادا، چین، فرانسه، آلمان، ایتالیا، بریتانیا، و ایالات متحده آمریکا می‌باشد، به عنوان اولین دانشگاه در افغانستان جز دانشکده‌های بین‌المللی انتخاب شد.

### ۲۰۰۵–۲۰۰۶
ژنرال احمد علی سنگدل و چند تن از اعضای خانواده‌اش، و همچنین تیمی از همکاران فداکار و باتجربه وی در پهنه‌های مختلف آموزش بین‌المللی روی پروژه ایجاد دانشگاه در کابل کار کردند.

### مشاوران
دانشگاه دنیا دارای مشاوران بین‌المللی با رتبه برتر از دانشگاه‌های بزرگ بین‌المللی، به‌ویژه در اروپا، ایالات متحده آمریکا و آسیا فارغ‌التحصیل شده‌اند تا فضای چند فرهنگی را به محیط دانشگاه بیاورند.

### بررسی اجمالی
دانشگاه دنیا افغانستان (DUA) که به‌طور رسمی توسط وزارت تحصیلات عالی افغانستان به رسمیت شناخته شده‌است، یک مؤسسه تحصیلات عالی مختلط افغان (محدوده ثبت نام تک رتبه: ۲۵۰ تا ۴۹۹ دانشجو) می‌باشد. دانشگاه دنیا افغانستان (DUA) دوره‌ها و برنامه‌هایی را ارائه می‌دهد که منجر به دریافت مدارک تحصیلی عالی رسمی مانند مدارک لیسانس در چندین زمینه تحصیلی می‌شود.